# Aachener Rückversicherung
Die Aachener Rückversicherung, teilweise auch Aachener Rück abgekürzt, war ein in Aachen sitzender deutscher Rückversicherer.

## Geschichte

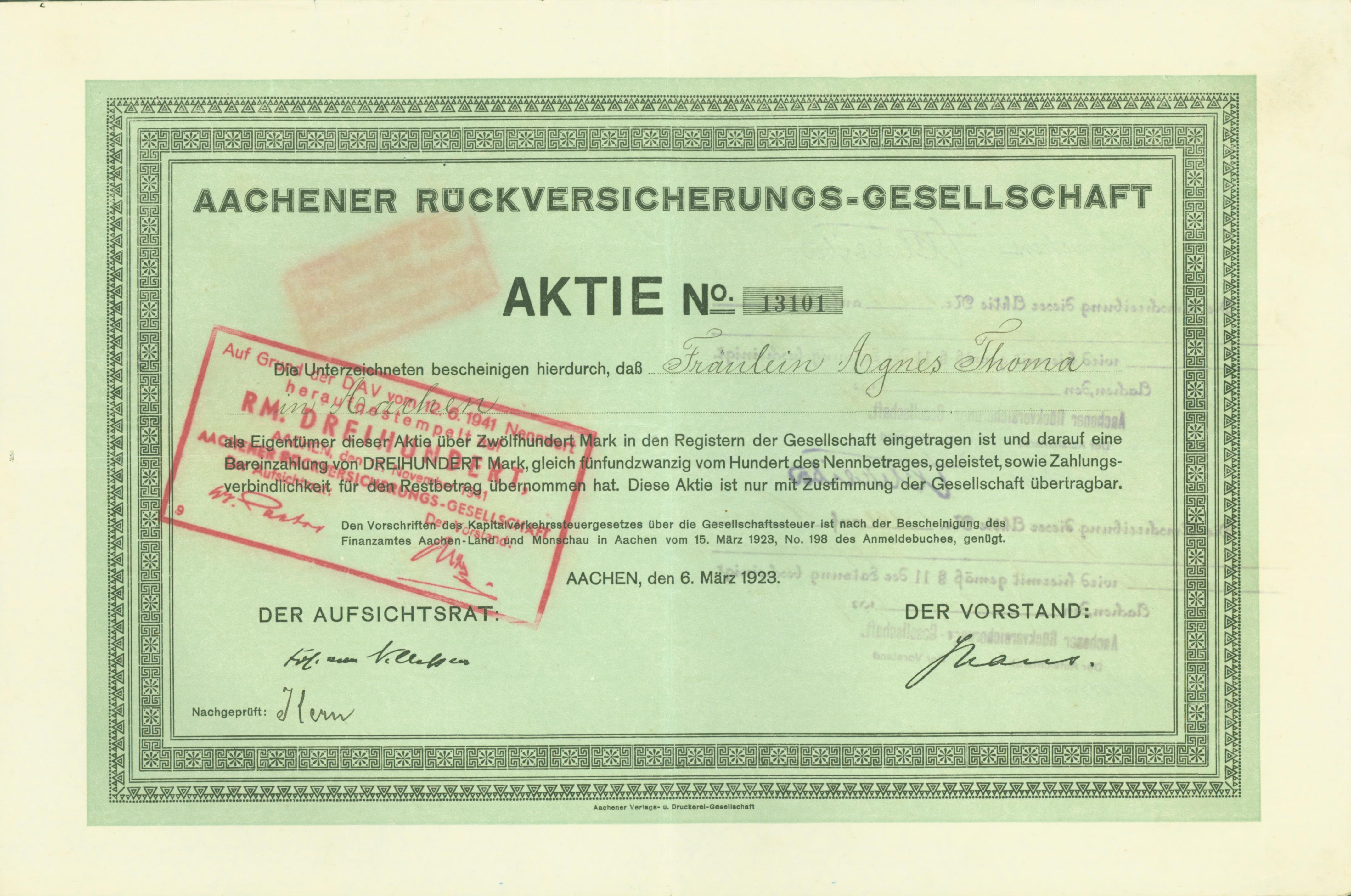
Namensaktie über 1200 Mark der Aachener Rückversicherungs-Gesellschaft vom 6. März 1923

In Folge des Hamburger Brands 1842 initiierte die Aachener und Münchener Feuerversicherungs-Gesellschaft die Gründung der Aachener Rückversicherung, die 1853 nach durch Genehmigung von Friedrich Wilhelm IV. vollzogen wurde. Damit gehört die Gesellschaft neben der Kölnischen Rück zu den ältesten Rückversicherern der Welt, die Allgemeine Zeitung widmete den beiden Gesellschaften im Frühjahr 1853 eine ganze Seite. Die erste Aktie der Aachener Rück wurde auf den Namen Amélie von Leuchtenbergs ausgestellt.
Die Aachener Rück übernahm die Mehrheit an der Atlas Lebensversicherung sowie der Volkshilfe Lebensversicherung, die nach dem Zweiten Weltkrieg in der Aachener und Münchener Lebensversicherung aufgingen. Zudem war die Gesellschaft auch international an Versicherungsunternehmen beteiligt: So verkaufte sie 1986 ihre Beteiligung an Le Secours, als diese unter Führung des Mehrheitseigners Axa mit Providence IARD zur Presence Assuarance IARD fusioniert wurde, um den Erlös teilweise in eine Beteiligung am Luxemburger Rückversicherer Royal Reinsurance zu stecken, und zudem hielt sie zu diesem Zeitpunkt 37,4 % an der auf Lebensversicherungen im Militärbereich spezialisierten US-Versicherungsgesellschaft Academy Insurance Company. Zur Stützung des Rückversicherungsgeschäfts strebte die börsennotierte Gesellschaft seinerzeit weitere Zukäufe an. Für das Geschäftsjahr 1988 verzeichnete der Rückversicherer Umsatzerlöse in Höhe von 787,1 Millionen Deutsche Mark (heute ca. 846,4 Millionen Euro) und erwirtschaftete einen Jahresüberschuss von 11,2 Millionen Deutsche Mark (heute ca. 12 Millionen Euro), so dass 20 % Dividende ausgeschüttet wurden.
Im Geschäftsjahr 1991 übersprangen die Prämieneinnahmen der Aachener Rück erstmals die Milliarden-Schwelle, als 1,1 Mrd. Deutsche Mark (heute ca. 1,1 Mrd. Euro) als Umsatzerlöse eingenommen wurden. Gleichzeitig entwickelte das gegenüber den Marktführern zunehmend zurückfallende Unternehmen eine Nischenstrategie, bei der die Servicetöchter des Unternehmens die Hälfte des Jahresüberschusses erwirtschafteten. Anfang 1992 expandierte die Aachener Rück mit der Übernahme eines zehnprozentigen Minderheitenanteils an der Huer Hayat Sigorta in die Türkei.
Im Frühjahr 1995 übernahm die zu General Electric gehörende Employers Reinsurance Corporation als seinerzeit viertgrößter Rückversicherer der Welt die bis dato von der Aachener- und Münchener Beteiligungsgesellschaft gehaltene Mehrheit am Unternehmen, die konzerninternen Rückversicherungsverträge wurden dabei abgespalten und im Unternehmen behalten. Im Juli des Jahres wurde die Transaktion vollzogen. Parallel hatte ERC die Frankona Rückversicherung übernommen, die beiden Gesellschaften wurden ebenso wie das in Kopenhagen ansässige Skandinaviengeschäft unter einer deutschen Holdinggesellschaft zusammengeführt. 1998 wurde schließlich die nun als ERC Aachener Rück firmierende Gesellschaft auf die ERC Frankona verschmolzen.